# Malteser Deutschland
Die Malteser Deutschland gemeinnützige GmbH ist eine neben dem Malteser Hilfsdienst e. V. gegründete Teilorganisation der Malteser in Deutschland. Sie bündelt die Trägerschaft für die Malteser Einrichtungen aus dem Bereich Medizin und Pflege und der Malteser Werke gemeinnützige GmbH.
Vorsitzender der Geschäftsführung ist Elmar Pankau. Vorsitzender des Aufsichtsrates ist Ernst von Freyberg.

## Einrichtungen Medizin & Pflege
Zu den „Einrichtungen Medizin & Pflege“ gehören Krankenhäuser, eine Fachklinik für Naturheilverfahren und Heilfasten, Einrichtungen der Altenhilfe, ambulante Pflegedienste und Einrichtungen und Dienste der Hospizarbeit und Palliative Care. Die rund 5900 Mitarbeiter versorgen jährlich etwa 100.000 Patienten und Bewohner. Die Malteser Deutschland gGmbH führt ihre Einrichtungen in regionalen Betriebsgesellschaften in der Rechtsform von gGmbHs, denen die unternehmerische Verantwortung für die Einrichtungen obliegt. Die Einrichtungen befinden sich größtenteils in Nordrhein-Westfalen, Sachsen und Schleswig-Holstein, sind aber auch in anderen Bundesländern anzutreffen.
Die Malteser betreiben zwei Krankenhäuser und eine Fachklinik für Naturheilverfahren. Im Bereich der Altenhilfe gibt es über 1.800 Plätze (auch Tages- und Kurzzeitpflege sowie betreutes Wohnen) in 22 Einrichtungen. Das erste Malteser Krankenhaus, das St. Franziskus-Hospital wurde 1864 in Flensburg, im dortigen Regierungshof sowie des benachbarten Hauses des Bürgervereins, eröffnet. Heutzutage befindet es sich im Stadtbezirk Duburg. Im Bereich stationärer Hospize und Palliativstationen gibt es deutschlandweit 43 Betreuungsplätze für schwerstkranke und sterbende Menschen (teilweise in gemeinsamer Trägerschaft mit anderen Organisationen oder angegliedert an Krankenhäuser). Außerdem gibt es sechs ambulante Pflegedienste.

## Malteser Werke gemeinnützige GmbH
Die Malteser Werke gGmbH ist ein sozialkaritativer Dienstleister der Malteser. Die Kernkompetenzen der Malteser Werke liegen im Bereich Migration (einschließlich „Malteser Migranten Medizin“), Jugend- und Suchthilfe sowie Schule. Die Malteser Werke sind dezentral strukturiert und beschäftigen an ihren rund 93 Standorten ca. 2.144 Mitarbeiter (Stand: September 2019).
Die Malteser Werke wurden Ende 1989 gegründet, als die Malteser vom Bundesverwaltungsamt beauftragt wurden, in Hamm die Betreuung und Versorgung von deutschen Spätaussiedlern in der neu gegründeten Bundeserstaufnahmeeinrichtung für Aussiedler sicherzustellen. 1990 erhielten die Malteser den Auftrag für eine weitere Einrichtung im brandenburgischen Dranse. Ab 1991 kamen weitere Einrichtungen in Xanten, Hamm, Hemer, Viersen und Willich hinzu, in der die Malteser im Auftrag des Sozialministeriums in Nordrhein-Westfalen Asylbewerber im Anerkennungsverfahren betreuten.

### Tätigkeitsbereiche
Migration
Seit Gründung der Malteser Werke sind diese im Bereich der Migration tätig. Sie betreiben Erstaufnahmeeinrichtungen in verschiedenen Bundesländern und Gemeinschaftsunterkünfte im Auftrag der Länder und Kommunen.
Jugend und Soziales
Betrieben werden Einrichtungen der stationären Jugendhilfe, Jugendfreizeiteinrichtungen, ambulante Familienhilfen und Einrichtungen der niedrigschwelligen Suchthilfe. Seit 2015 sind die Malteser Werke in der Betreuung unbegleiteter minderjähriger Flüchtlinge tätig; Einrichtungen dazu wurden im Landkreis Mainz-Bingen, in Berlin und Erfurt gegründet.
Schule
Seit 2007 sind die Malteser Werke durch die Übernahme des Gymnasiums St. Bernhard in Willich anerkannter Schulträger, sie sind Träger des Liebfrauengymnasiums in Büren (Kreis Paderborn) sowie des Antoniuskollegs in Neunkirchen-Seelscheid (Rhein-Sieg-Kreis). Bundesweit tätig für weiterführende Schulen sind die Malteser Werke mit ihrem Programm Schule atmosfairisch. Darüber hinaus sind sie für die außerunterrichtliche Betreuung an verschiedenen Grundschulen und Gymnasien in Nordrhein-Westfalen verantwortlich.
Geistliche Bildungsstätte
2008 übernahmen die Malteser Werke die Verantwortung für das ehemalige Benediktinerkloster Abtei Grüssau in Bad Wimpfen und betreiben das ehemalige Kloster als geistliche Bildungsstätte. Auf dem Klostergelände befinden sich zudem die Bezirksgeschäftsstelle des Malteser Hilfsdienstes sowie eine stationäre Jugendhilfeeinrichtung. Unterstützt werden die Malteser in ihrem Anliegen, diesen Ort als geistlichen Ort weiter zu beleben, vom Bistum Mainz.

## Angegliederte Einrichtungen
Das Geistliche Zentrum ist Anbieter von Seminaren für ehren- und hauptamtliche Mitarbeiter der Malteser. Zu seinem Programm gehören vor allem Meditationen, Wander- und Radtouren, Besinnungstage, Kreativseminare und Gottesdienste.